# Fenedy Masauvakalo
Fenedy Masauvakalo (4 novembre 1985) è un calciatore vanuatuano, attaccante del Tupuji Imere.

## Carriera

### Club
In carriera ha giocato complessivamente 24 partite nella OFC Champions League, segnando anche 11 gol, 7 dei quali nell'edizione 2010-2011, competizione della quale è stato capocannoniere.

### Nazionale
Ha partecipato a due edizioni della Coppa di Oceania.

## Palmarès

### Club
- Campionato vanuatuano: 7

Amicale: 2009-2010, 2010-2011, 2011-2012, 2012-2013, 2013-2014, 2014-2015
Tupuji Imere: 2017-2018

### Individuale
- Capocannoniere della OFC Champions League: 1

2010-2011 (7 gol)